# Divizia Națională 2019
La Divizia Națională 2019 fue la edición número 29 de la Divizia Națională. La temporada empezó el 16 de marzo de 2019 y terminó el 9 de noviembre de 2019.
El Sheriff Tiraspol conquistó su 18° título y el quinto consecutivo.

## Sistema de disputa[1]
Los 8 equipos se enfrentaron bajo el sistema de todos contra todos en cuatro ocasiones. Al final de la temporada, el equipo que con la mayor cantidad de puntos fue campeón, y obtuvo la clasificación a la Primera ronda previa de la Liga de Campeones de la UEFA 2020-21. Los equipos ubicados en la segunda y tercera posición accedieron a la primera ronda previa de la Liga Europa de la UEFA 2020-21 junto con el campeón de la Copa de Moldavia. Por otro lado, el club que ocupó la última posición disputó un playoff de promoción contra el tercer colocado de la Divizia A.

## Equipos participantes
| Equipo             | Ciudad    | Estadio                     | Capacidad |
| ------------------ | --------- | --------------------------- | --------- |
| Codru Lozova       | Lozova    | Ghidighici Stadionul        | 1.500     |
| Dinamo Tiraspol    | Tiráspol  | Estadio Dinamo-Auto         | 3.525     |
| Milsami Orhei      | Orhei     | Complejo Deportivo de Orhei | 2.539     |
| Petrocub Hîncești  | Hîncești  | Stadionul Municipal         | 1.500     |
| Sfîntul Gheorghe   | Suruceni  | Estadio Suruceni            | 1.000     |
| Sheriff Tiraspol   | Tiráspol  | Estadio Sheriff             | 13.460    |
| Speranța Nisporeni | Nisporeni | Complejo Deportivo de Orhei | 2.539     |
| Zimbru Chișinău    | Chisináu  | Estadio Zimbru              | 10.600    |

### Ascensos y descensos
| Pos. | Ascendidos de Divizia A 2018 |
| ---- | ---------------------------- |
| 1    | Codru Lozova                 |

| Pos. | Descendidos de División Nacional 2018 |
| ---- | ------------------------------------- |
| 8    | Zaria Bălți                           |

## Tabla de posiciones
| Pos. | Equipo               | Pts. | PJ | G  | E  | P  | GF | GC | Dif. | Clasificación 2020-21                         |
| ---- | -------------------- | ---- | -- | -- | -- | -- | -- | -- | ---- | --------------------------------------------- |
| 1    | Sheriff Tiraspol (C) | 70   | 28 | 22 | 4  | 2  | 60 | 9  | +51  | Primera ronda de la Liga de Campeones 2019-20 |
| 2    | Sfîntul Gheorghe     | 53   | 28 | 16 | 5  | 7  | 40 | 28 | +12  | Primera ronda de la Liga Europa 2019-20       |
| 3    | Petrocub-Hîncești    | 50   | 28 | 14 | 8  | 6  | 34 | 21 | +13  | Primera ronda de la Liga Europa 2019-20       |
| 4    | Dinamo-Auto          | 41   | 28 | 12 | 5  | 11 | 38 | 37 | +1   | Primera ronda de la Liga Europa 2019-20       |
| 5    | Milsami Orhei        | 39   | 28 | 10 | 9  | 9  | 30 | 28 | +2   |                                               |
| 6    | Speranța Nisporeni   | 35   | 28 | 8  | 11 | 9  | 29 | 34 | −5   |                                               |
| 7    | Zimbru Chișinău      | 16   | 28 | 3  | 7  | 18 | 16 | 43 | −27  | Se retiró                                     |
| 8    | Codru Lozova (O)     | 5    | 28 | 0  | 5  | 23 | 8  | 55 | −47  | Play-off descenso                             |

Actualizado a los partidos jugados el 9 de noviembre de 2019.
 Fuente: Soccerway

## Tabla de resultados cruzados
| Local \ Visitante  | COD | DIN | MIL | PET | SFÎ | SHE | SPE | ZIM |
| ------------------ | --- | --- | --- | --- | --- | --- | --- | --- |
| Codru Lozova       | —   | 2–5 | 0–3 | 0–1 | 1–2 | 0–2 | 1–3 | 0–3 |
| Dinamo-Auto        | 3–0 | —   | 0–0 | 0–1 | 3–0 | 0–4 | 0–3 | 0–0 |
| Milsami Orhei      | 0–0 | 3–1 | —   | 2–0 | 0–3 | 1–2 | 1–1 | 3–0 |
| Petrocub-Hîncești  | 1–1 | 0–1 | 1–1 | —   | 2–2 | 1–0 | 4–1 | 1–0 |
| Sfîntul Gheorghe   | 2–0 | 3–1 | 1–1 | 1–0 | —   | 0–3 | 0–0 | 2–0 |
| Sheriff Tiraspol   | 2–1 | 3–0 | 0–1 | 2–0 | 5–0 | —   | 1–0 | 3–0 |
| Speranța Nisporeni | 2–1 | 0–1 | 0–1 | 1–1 | 2–2 | 0–4 | —   | 1–0 |
| Zimbru Chișinău    | 1–1 | 1–1 | 0–1 | 0–1 | 1–2 | 0–4 | 0–2 | —   |

| Local \ Visitante  | COD | DIN | MIL | PET | SFÎ | SHE | SPE | ZIM |
| ------------------ | --- | --- | --- | --- | --- | --- | --- | --- |
| Codru Lozova       | —   | 0–1 | 0–2 | 0–1 | 0–4 | 0–3 | 0–0 | 0–2 |
| Dinamo-Auto        | 4–0 | —   | 1–0 | 2–0 | 2–1 | 0–3 | 3–4 | 4–0 |
| Milsami Orhei      | 3–0 | 0–2 | —   | 0–3 | 0–2 | 1–1 | 0–0 | 1–1 |
| Petrocub-Hîncești  | 1–0 | 3–0 | 1–1 | —   | 0–2 | 0–0 | 2–2 | 1–0 |
| Sfîntul Gheorghe   | 1–0 | 1–0 | 3–0 | 0–2 | —   | 0–1 | 0–0 | 2–1 |
| Sheriff Tiraspol   | 2–0 | 2–0 | 2–1 | 1–1 | 2–1 | —   | 3–0 | 3–0 |
| Speranța Nisporeni | 1–0 | 1–1 | 2–1 | 1–3 | 1–2 | 0–0 | —   | 0–0 |
| Zimbru Chișinău    | 0–0 | 2–2 | 1–2 | 0–2 | 0–1 | 1–2 | 2–1 | —   |

## Play-off promoción y descenso
El partido de promoción y descenso se jugó el 16 de noviembre. El ganador jugó la Divizia Națională 2020 y el perdedor jugó la Divizia A 2020.
| 16 de noviembre de 2019, 13:00 | Sparta Selemet | 0:1 (0:0) | Codru Lozova      | Stadionul Municipal, Hîncești                           |                                                         |
|                                |                | Reporte   | 90+3' Semenchenko | Asistencia: 200 espectadores Árbitro(s): Petru Stoainov | Asistencia: 200 espectadores Árbitro(s): Petru Stoainov |

## Goleadores
Actualizado el 9 de noviembre de 2019
| Posición | Jugador            | Club         | Goles |
| -------- | ------------------ | ------------ | ----- |
| 1        | Yury Kendysh       | Sheriff      | 13    |
| 2        | Maxim Iurcu        | Speranța     | 11    |
| 3        | Maxim Mihaliov     | Dinamo-Auto  | 10    |
| 4        | Robert Tambe       | Sheriff      | 9     |
| 5        | Vadim Cemîrtan     | Sf. Gheorghe | 6     |
| 5        | Dmitri Mandrîcenco | Sf. Gheorghe | 6     |
| 5        | Sergiu Istrati     | Sf. Gheorghe | 6     |
| 5        | Vadim Gulceac      | Petrocub     | 6     |
| 5        | Dan Taras          | Petrocub     | 6     |
| 10       | Alexandru Boiciuc  | Sf. Gheorghe | 5     |